# 2019冠狀病毒病巴西疫情
2019冠狀病毒病巴西疫情介紹2019冠状病毒病疫情於巴西發生之情況。

## 疫情發展
2月25日，据巴西《圣保罗州报》报道，巴西圣保罗市当天发现了首例2019冠狀病毒病核酸检测呈阳性的病例。巴西卫生部称，该病例为一名61岁的男子，居住在圣保罗，本月9日至21日曾前往意大利，并在该国疫情集中暴发的伦巴第大区逗留。其核酸检测初步结果呈阳性。
巴西卫生部当地时间2月29日通报称，巴西圣保罗州首府圣保罗市一名32岁的男子当天确诊罹患2019冠狀病毒病。这是继2月26日确诊首例后，巴西出现的第二例确诊病例。该名患者与首宗病例一样，都曾有意大利旅行史。
巴西卫生部当地时间3月4日举行新闻发布会宣布，巴西当天确诊第3例，第4例病患首次核酸检测呈阳性待复查。四位患者都居住在巴西最大城市圣保罗，均有意大利等国旅行史。
3月12日，巴西政府發表聲明，指总统府新聞秘書法比奥·魏因加滕（Fábio Wajngarten）證實確診，正在家中接受隔離。早前魏因加滕还与巴西总统雅伊尔·博索纳罗、美国总统唐纳德·特朗普同場合影。3月13日，巴西总统雅伊尔·博索纳罗一度被傳確診感染2019冠狀病毒病，但本人稍後澄清檢測為陰性，未感染肺炎。
3月18日，巴西安全机关部长艾雷诺确诊感染2019冠状病毒疾病。
4月14日，巴西兩位州長確認感染2019冠狀病毒病。
巴西衛生部長要求實施全面居家隔离，但巴西總統認為會有損就業，僅支持老人居家隔離。4月16日，巴西衛生部長被巴西總統解除職務。
4月23日起，里約熱內盧市民必須佩戴口罩，違者將被罰款。
5月13日，巴西总共确诊人数达178214人，总共病死人达12461人。确诊人数里，巴西在全球排名第六，在南美洲排名第一。
5月15日，4月剛上任的巴西卫生部长宣布辞职，辞职的主要原因是衛生部長要求民众全面居家隔离，但巴西總統雅伊尔·博索纳罗认为应当放松隔离措施，全面隔离會损害经济发展。
5月24日，巴西累计报告确诊病例363,211例，累计死亡22,666例，超越俄羅斯成為全球病例第二多的國家。由於巴西疫情嚴峻，同日美國宣佈禁止14天内到过巴西的外国公民入境。
从6月1日开始，圣保罗州逐步解封。
6月6日，巴西总统博索纳罗宣布，巴西卫生部将不再公布各州和全国2019冠狀病毒病确认病例总数和死亡病例总数、不再报告正在调查中的疑似死亡病例数、不再报告治愈总人数、不再报告正在治疗中的患者总数、不再显示确诊病例和死亡病例的增长或减少趋势。
6月7日，聖保羅和巴西利亞爆發街頭示威，示威群眾抗議巴西總統波索納洛在2019冠狀病毒病疫情當中應對不力。
6月19日，巴西2019冠狀病毒病确诊人数超过100万人，巴西成为继美国后全球第二个确诊病例超过100万例的国家。
6月27日，圣保罗州再次延长社会隔离期限至7月14日。
7月，聖保羅州要求民眾在公共場所必須佩戴口罩；同月7日，總統雅伊爾·博索納羅確診。
截至8月12日，巴西已有七位政府部长和11位州長感染2019冠狀病毒病。
8月28日，里约热内卢州州长威尔逊·维策尔因涉嫌侵吞州政府抗击疫情资金而遭法院判決暫停职务180天。
9月16日，巴西众议院议长罗德里戈·马亚确诊感染2019冠狀病毒病。
9月24日，LIESA表示，受疫情影响，2021年2月无法举办里约狂欢节桑巴舞游行。
2021年1月14日，巴西发现與其他地區不完全相同的新型变异病毒。
2021年2月26日至3月14日，圣保罗州实行夜间宵禁。
截至2021年10月8日，巴西疫情死亡人數突破60萬，僅次於美國；确诊病例数仅次于美国和印度。

## 統計
| 州             | 確診數    | 死亡   |
| -------------- | --------- | ------ |
| 聖保羅州       | 190,285   | 11,132 |
| 米納斯吉拉斯州 | 22,024    | 502    |
| 里約熱內盧州   | 83,343    | 7,967  |
| 巴伊亞州       | 39,206    | 1,181  |
| 南里奧格蘭德州 | 16,471    | 374    |
| 巴拉那州       | 10,557    | 364    |
| 伯南布哥州     | 46,427    | 3,959  |
| 塞阿拉州       | 81,289    | 5,070  |
| 帕拉州         | 71,243    | 4,291  |
| 戈亞斯州       | 11,264    | 246    |
| 馬拉尼昂州     | 62,711    | 1,537  |
| 聖卡塔琳娜州   | 14,402    | 212    |
| 帕拉伊巴州     | 30,128    | 671    |
| 亞馬遜州       | 58,018    | 2,549  |
| 聖埃斯皮里圖州 | 28,952    | 1,131  |
| 北里約格朗德州 | 15,212    | 585    |
| 阿拉戈斯州     | 23,632    | 793    |
| 馬托格羅索州   | 6,388     | 226    |
| 皮奧伊州       | 10,881    | 393    |
| 聯邦區         | 25,380    | 348    |
| 南馬托格羅索州 | 3,785     | 36     |
| 塞爾希培州     | 16,310    | 364    |
| 朗多尼亞州     | 13,010    | 346    |
| 托坎廷斯州     | 7,309     | 140    |
| 阿克雷州       | 10,003    | 271    |
| 阿馬帕州       | 18,024    | 337    |
| 羅賴馬州       | 6,935     | 216    |
| 巴西           | 2,552,265 | 90,134 |

## 外部連結
- COVID-19 in Brazil（页面存档备份，存于） – Ministry of Health